# Äntligen hemma (musikalbum)
Äntligen hemma är Ken Rings nionde musikalbum som släpptes den 24 oktober 2007. Det är det första officiella albumet som släpps på skivbolag på sju år, sen Mitt Hem Blir Ditt Hem år 2000. Den andra singeln till albumet var "Ta Det Lugnt", videon hade premiär den 19 oktober och finns att se på Youtube. Skivan förhandssläpptes till intagna på svenska anstalter, med undantag för sexualförbrytare och angivare.

## Spårlista
| Spår | Låt Titel        | Producent/er             | Medverkande Gäst/er | Tid  |
| ---- | ---------------- | ------------------------ | ------------------- | ---- |
| 1    | Jag Vaknar Upp   | Tommy Tee                |                     | 2:20 |
| 2    | Sthlm City       | Tommy Tee                | Loudmouf Choir      | 4:34 |
| 3    | Äntligen Hemma   | Sam-E                    | Kaliffa             | 3:20 |
| 4    | Ta Det Lugnt     | Tommy Tee                | Kaliffa             | 3:08 |
| 5    | Feel The Pain    | Astma & Rigo             | Gramps Morgan       | 4:46 |
| 6    | Kelian           | Alibi                    | Rebecca             | 4:19 |
| 7    | Låten För Barnen | Ken Ring & Astma         |                     | 4:07 |
| 8    | Cutta Dom        | Tommy Tee                |                     | 3:05 |
| 9    | Bryter Tystnaden | Ken Ring & Astma         |                     | 4:33 |
| 10   | Änglar           | Charlie Bernardo         |                     | 3:52 |
| 11   | 2000-Talet       | Ken Ring & Collén & Webb |                     | 3:27 |
| 12   | Outro            | Viktor Ax                |                     | 1:58 |

## Listplaceringar
| Lista (2007) | Position |
| ------------ | -------- |
| Sverige      | 28       |

### Fotnoter
1. ↑  ”Ken ger bort nya skivan till interner”. Helsingborgs Dagblad. 16 oktober 2007. Arkiverad från originalet den 29 november 2014. https://web.archive.org/web/20141129052828/http://hd.se/noje/2007/10/16/ken-ger-bort-nya-skivan-till/. Läst 26 mars 2016.
2. ↑  ”Ken - Äntligen hemma”. Hitparad.se. http://www.swedishcharts.com/showitem.asp?interpret=Ken&titel=%C4ntligen+hemma&cat=a. Läst 26 mars 2016.